# Социальные навыки

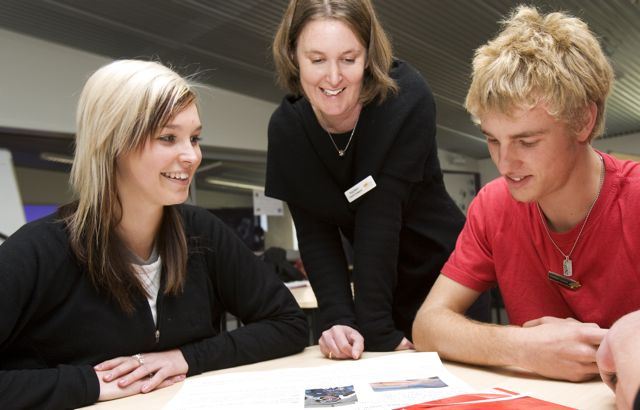
Ученики старшей школы, работающие с учителем

Социа́льный на́вык ― это способность налаживать или поддерживать отношения с другими людьми и умение работать с ними для достижения поставленных целей. Также социальные навыки могут подразумевать способность манипулировать людьми и подталкивать их в желаемом направлении.
Социальные навыки включают в себя:
- умение чётко формулировать мысли,
- способность найти индивидуальный подход к каждому собеседнику,
- создание возможностей для хорошего межличностного сотрудничества,
- помощь другим людям в сложных ситуациях и т. д.

Развитие социальных навыков является неотъемлемой частью социализации.